# Drest II
Drest II, també conegut amb el nom de Drest Gurthinmoch, va ser rei dels pictes entre el 480 i el 510.
Segons la llista dels reis de la Crònica picta, hauria regnat durant tretze anys, entre Nechtan I i Galan. El significat de l'epítet Gurthinmoch no es coneix, tot i que la primera part podria provenir del gal·lès gwrdd, que vol dir el Gran.
Cal assenyalar que el llarg regnat d'aquest rei, del qual no en sabem gairebé res, correspon al període de l'arribada dels escot i l'establiment del regne de Dál Riata a la costa oest de l'actual Escòcia, segons els annals irlandesos.